# Abraham Mordkhine
Abraham Mordkhine (en russe: Абрам Евсеевич-Михелевич Мордхин; né le 10 mai 1873 à Ekaterinoslav dans l'Empire russe et décédé le 7 mars 1943 au camp de Majdanek à Lublin, Pologne) est un artiste peintre impressionniste franco-russe.

## Biographie
Dans son enfance, il a étudié dans une école religieuse. Il a été membre de la société Libre Créativité (Svobodnoye Tvorchestvo) à Moscou. À partir de 1927, il vécut à Paris,, où il dessina principalement des paysages, natures mortes et des paysages urbains, dans un style qualifié d'impressionniste. Pendant le début de l'Occupation, il résidait dans un sanatorium et a ainsi réussi à éviter la déportation. Bien qu'ayant essayé de se cacher à Paris, il fut découvert et déporté dans le camp de Drancy en février 1943. Le 2 mars 1943, il a été transféré au camp de Majdanek, via le convoi 43, où il est décédé le 7 mars 1943.
Des expositions consacrées à son œuvre se sont tenues à Paris, à Turin et à Jérusalem.
Il est le frère de l'artiste Boris Mordkhine (1865-1954).

## Exposition
- 2007 : salon des artistes français au musée de la Résistance de Turin[7]